# Lasson (Calvados)
Lasson is een plaats en voormalige gemeente in het Franse departement Calvados in de regio Normandië. De plaats maakt deel uit van het arrondissement Caen.

## Geschiedenis
Op 1 januari 2016 werden de gemeente opgeheven en aan de aangrenzende gemeente Rots toegevoegd.

## Geografie
De oppervlakte van Lasson bedraagt 4,0 km², de bevolkingsdichtheid is 117,5 inwoners per km².
De onderstaande kaart toont de ligging van Lasson (Calvados) met de belangrijkste infrastructuur en aangrenzende gemeenten.

## Demografie
Onderstaande figuur toont het verloop van het inwonertal (bron: INSEE-tellingen).
Vanwege een beveiligingsprobleem met de MediaWiki Graph-software is het momenteel niet mogelijk deze grafiek weer te geven. Zodra de software is bijgewerkt zal de grafiek vanzelf weer zichtbaar worden.